# Wiecha
Der Wiecha (deutsch Wächterberg) ist eine 112 Meter hohe Erhebung in Danzig in Polen. Er liegt auf dem Gebiet des Stadtbezirks Oliwa (Oliva) im Bereich des Landschaftsparks der Dreistadt Trójmiejski Park Krajobrazowy.
Der Wächterberg ist 1877 auch als Neue Aussicht belegt.

## Weitere Berge in Oliwa
- Góra Kościuszki (Luisenhain, 103 m)
- Wzgórze Kawowe (Kaffeeberg, 115 m)

## Landkarte
- Mapa turystyczna Lasy Oliwskie. Gdańsk 1996 (poln.; mit Beiträgen von Andrzej Januszajtis)